# Centrophorus atromarginatus
Espèce
Statut de conservation UICN

 CR  : 
En danger critique
Centrophorus atromarginatus est une espèce de requins de la famille des Centrophoridae.

## Répartition
Ce requin se rencontre dans les pays suivants : Inde, Indonésie, Japon, Oman, Papouasie-Nouvelle-Guinée, Taïwan, Somalie et Sri Lanka. Il se rencontre aux profondeurs comprises entre 183 et 450 m.

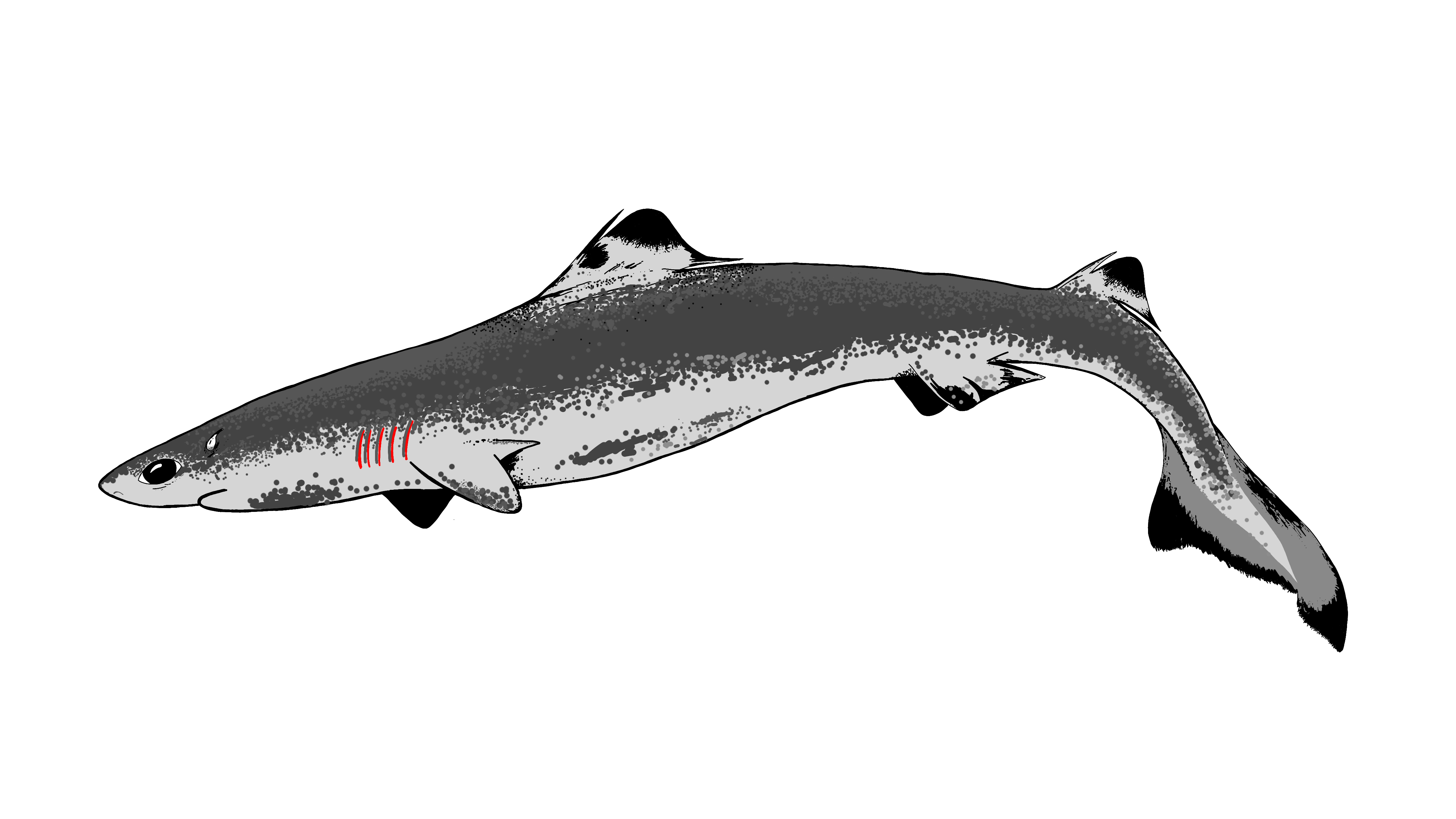
Illustration de Centrophorus atromarginatus

## Description
Centrophorus atromarginatus mesure jusqu'à 87 cm de longueur totale. C'est une espèce ovovivipare et les petits mesurent entre 28 et 36 cm de longueur totale à leur naissance.

## Systématique
Le nom valide complet (avec auteur) de ce taxon est Centrophorus atromarginatus Garman, 1913,.
Centrophorus atromarginatus a pour synonyme :
- Centrophorus armatus barbatus Teng, 1962

### Étymologie
Son épithète spécifique, dérive du latin atro-, « noir », et marginatus, « bordé », et fait référence à la marque noire présente à la pointe de toutes (ou presque toutes) nageoires.

### Publication originale
- (en) Samuel Garman, « The Plagiostomia : Sharks, skates, and rays », Memoirs of the Museum of Comparative Zoology, Cambridge, Musée de Zoologie comparée, vol. 36,‎ 1913, p. 1-515 (ISSN 1067-8611, OCLC 1642017, DOI 10.5962/BHL.TITLE.43732, lire en ligne).